# Node.js
Node.js är inom mjukvaruutveckling en open source-plattform för att med hjälp av en Javascriptmotor exekvera datorprogram skrivna i programspråket Javascript på en server. Node.js, eller bara Node, har sedan sin första version 2009 blivit ett populärt verktyg för att bygga webbapplikationer. Några av dess fördelar jämfört med traditionella serverplattformar är att Node är designat för att skapa skalbara internetapplikationer, i synnerhet webbservrar. Program skrivs i Javascript för att köras på systemet, och använder sig av händelsedrivet, asynkront I/O för att minimera overhead och maximera skalbarhet.